# Pat Hughes
Patrick James "Pat" Hughes, född 25 mars 1955, är en kanadensisk före detta professionell ishockeyforward som tillbringade tio säsonger i den nordamerikanska ishockeyligan National Hockey League (NHL), där han spelade för ishockeyorganisationerna Montreal Canadiens, Pittsburgh Penguins, Edmonton Oilers, Buffalo Sabres, St. Louis Blues och Hartford Whalers. Han producerade 258 poäng (130 mål och 128 assists) samt drog på sig 646 utvisningsminuter på 573 grundspelsmatcher. Han spelade också på lägre nivåer för Nova Scotia Voyageurs och Rochester Americans i American Hockey League (AHL) och Michigan Wolverines (University of Michigan) i National Collegiate Athletic Association (NCAA).
Hughes draftades i tredje rundan i 1975 års draft av Montreal Canadiens som 52:a spelare totalt. Han vann tre Stanley Cup-titlar, en med Montreal Canadiens för säsongen 1978–1979 och två med Edmonton Oilers för säsongerna 1983–1984 och 1984–1985. De två första vann han tillsammans med sin framtida svåger Mark Napier som var lagkamrat med honom.
Efter den aktiva spelarkarriären arbetade Hughes först på huvudkontoret för den globala pizzakedjan Domino's Pizza i Ann Arbor i Michigan och sen som polis vid den lokala polismyndigheten i staden.

## Statistik
| 1972–1973   | Richmond Hill Rams    | OPJHL       | 34  | 20  | 32  | 52  | 93  | —  | — | —  | —  | —  |
| 1973–1974   | Michigan Wolverines   | NCAA        | 38  | 14  | 12  | 26  | 40  | —  | — | —  | —  | —  |
| 1974–1975   | Michigan Wolverines   | NCAA        | 38  | 24  | 19  | 43  | 64  | —  | — | —  | —  | —  |
| 1975–1976   | Michigan Wolverines   | NCAA        | 35  | 16  | 18  | 34  | 70  | —  | — | —  | —  | —  |
| 1976–1977   | Nova Scotia Voyageurs | AHL         | 77  | 29  | 39  | 68  | 144 | 12 | 2 | 2  | 4  | 8  |
| 1977–1978   | Montreal Canadiens    | NHL         | 3   | 0   | 0   | 0   | 2   | —  | — | —  | —  | —  |
|             | Nova Scotia Voyageurs | AHL         | 74  | 40  | 28  | 68  | 128 | 11 | 5 | 9  | 14 | 24 |
| 1978–1979   | Montreal Canadiens    | NHL         | 41  | 9   | 8   | 17  | 22  | 8  | 1 | 2  | 3  | 4  |
| 1979–1980   | Pittsburgh Penguins   | NHL         | 76  | 18  | 14  | 32  | 78  | 5  | 0 | 0  | 0  | 21 |
| 1980–1981   | Pittsburgh Penguins   | NHL         | 58  | 10  | 9   | 19  | 161 | —  | — | —  | —  | —  |
|             | Edmonton Oilers       | NHL         | 2   | 0   | 0   | 0   | 0   | 5  | 0 | 5  | 5  | 16 |
| 1981–1982   | Edmonton Oilers       | NHL         | 68  | 24  | 22  | 46  | 99  | 5  | 2 | 1  | 3  | 6  |
| 1982–1983   | Edmonton Oilers       | NHL         | 80  | 25  | 20  | 45  | 85  | 16 | 2 | 5  | 7  | 14 |
| 1983–1984   | Edmonton Oilers       | NHL         | 77  | 27  | 28  | 55  | 61  | 19 | 2 | 11 | 13 | 12 |
| 1984–1985   | Edmonton Oilers       | NHL         | 73  | 12  | 13  | 25  | 85  | 10 | 1 | 1  | 2  | 4  |
| 1985–1986   | Buffalo Sabres        | NHL         | 50  | 4   | 9   | 13  | 25  | —  | — | —  | —  | —  |
|             | Rochester Americans   | AHL         | 10  | 3   | 3   | 6   | 7   | —  | — | —  | —  | —  |
| 1986–1987   | St. Louis Blues       | NHL         | 43  | 1   | 5   | 6   | 26  | —  | — | —  | —  | —  |
|             | Hartford Whalers      | NHL         | 2   | 0   | 0   | 0   | 2   | 3  | 0 | 0  | 0  | 0  |
| NHL totalt  | NHL totalt            | NHL totalt  | 573 | 130 | 128 | 258 | 646 | 71 | 8 | 25 | 33 | 77 |
| AHL totalt  | AHL totalt            | AHL totalt  | 161 | 72  | 70  | 142 | 279 | 23 | 7 | 11 | 18 | 32 |
| NCAA totalt | NCAA totalt           | NCAA totalt | 111 | 54  | 49  | 103 | 174 | —  | — | —  | —  | —  |